# SK Aich-Dob
Maillots
Le Sportklub Aich-Dob, abrégé en SK Aich-Dob, est un club de volley-ball autrichien fondé en 1982 et basé dans le quartier d'Aich à Bleiburg, et évoluant en AVL et en championnat centre-européen.

## Sponsoring
- 1997-1998 :  Brauerei Puntigam
- 2001-2006 :  Zadruga Market GmbH
- 2006-2019 :  Posojilnica Bank
- 2019- :  Zadruga Market GmbH

## Palmarès
| Compétitions nationales | Compétitions internationales                                                                      |
| - Championnat d'Autriche : - Champion (3) : 2013, 2018, 2019. - Vice-champion (9) : 2011, 2012, 2014, 2015, 2016, 2017, 2021, 2022, 2023. - Coupe d'Autriche - Vainqueur (1) : 2021. - Finaliste (2) : 2007, 2020. | - Championnat centre-européen : - Vainqueur (1) : 2018. - Finaliste (4) : 2013, 2014, 2015, 2019. |

## Joueurs et personnalités du club

### Entraîneur
- 2006-2007 :  Bruno Najdič
- 2006-2010 :  Miroslav Palgut
- 2010-2012 :  Igor Simunčić
- 2012-nov. 2014 :  Bogdan Kotnik
- Nov. 2014 :  Martin Micheu (intérim)
- Nov. 2014-2015 :  Luka Slabe
- 2015-avr. 2021 :  Matjaž Hafner
- Mai 2021 :  Ratko Peris
- 2021-févr. 2022 :  Zvonko Nikolić
- Févr.-mai 2022 :  Bogdan Tănase
- 2022-2023 :  Zoran Kedačič
- 2023- :  Michael Murauer

### Joueurs emblématiques
- Wojciech Włodarczyk